# Coquet (île)
Pour les articles homonymes, voir Coquet.
Coquet (ou en anglais : Coquet Island) est une petite île d'environ 6 hectares située à 1,2 kilomètre d'Amble sur la côte du Northumberland, au nord-est de l'Angleterre.

## Réserve d'oiseau
L'île est la propriété du duc de Northumberland. La Royal Society for the Protection of Birds (RSPB) gère l'île en tant que réserve d'oiseaux , pour ses importantes colonies d'oiseaux de mer.
L'espèce la plus répandue est le macareux moine, avec plus de 18.000 couples nichant en 2002, mais l'île est la plus importante pour la plus grande colonie de la sterne de Dougall en voie de disparition en Grande-Bretagne, grâce à des mesures de conservation incluant la mise en place de niches pour protéger les nids. Les goélands et les intempéries, a augmenté à 92 paires en 2005. D'autres oiseaux nicheurs comprennent la sterne caugek, la sterne pierregarin, la sterne arctique , la mouette tridactyle, le fulmar, les trois espèces de goélands et d'eider à duvet. local d' Amble voient près de l'île par beau temps tout l'été.
L'île est inhabitée en hiver, mais des gardiens saisonniers sont présents tout au long de l'été pour protéger les oiseaux nicheurs. Le débarquement sur l'île Coquet pour le public est interdit, mais les compagnies locales de bateau d'Amble permettent aux visiteurs de faire le tour de l’île pour observer les oiseaux.

## Phare
L'île possède un phare construit en 1841 par Trinity House.